# Deutscher Amateur-Radio-Club e. V.
Deutscher Amateur-Radio-Club e. V. (DARC, svenska: Tyska Amatörradioklubben)  är Tysklands största amatörradioförbund med cirka 37000 medlemmar. I Tyskland finns totalt cirka 67500 licensierade radioamatörer,[när?] vilket innebär att mer än hälften är medlem i DARC. Deras tidning heter CQ DL.
Organisationen grundades 1950, huvudkontoret ligger i Baunatal i Landkreis Kassel. De är medlemmar i IARU - internationella amatörradiounionen.